# علي عسيران
علي عادل عسيران (6 أغسطس 1947 -) هو نائب برلماني لبناني عن منطقة الزهراني في الجنوب اللبناني، منذ العام 1992 ميلادي.

## حياته والنشأة
وترجع جذوره إلى عائلة ميسورة كانت تقيم في صيدا، اشتغلت بالسياسة منذ أواخر القرن التاسع عشر.
- هو ابن الرئيس عادل عسيران رئيس المجلس النيابي الاسبق.
- والدته سعاد الخليل (وآل الخليل إحدى العوائل السياسية الشيعية التي كان لها نفوذ في منطقة صور)
- ولد في صيدا بتاريخ 6 أغسطس 1947.[3]
- تلقى علومه المدرسية في مدارس بريطانيا، أما الدراسة الجامعية فكانت في جامعة ميريلاند في الولايات المتحدة.
- متزوج من سارة آغا جعفر ولهما أربعة أولاد: زينة، عادل، سالم وسعاد.

- حائر على BS في العلوم السياسية من الولايات المتحدة الأمريكية
- مستشار الرئيس عادل عسيران.
- عمل في الحقل الزراعي وله خبرة واسعة بهذا الحقل.
- عضو مجلس إدارة جمعية قرى الأطفال SOS.
- الرئيس الفخري لنادي الانصارية الرياضي.

## مسيرته
- عضو المجلس النيابي بدورات اعوام 1992، 1996، 2000، 2005 و2009
- حمل حقيبه وزير دولة بين الأعوام 1992 و1995 في حكومة الرئيس رفيق الحريري في عهد الرئيس الياس الهراوي.
- شارك، برفقة والده، في مؤتمري جنيف ولوزان سنة 1984 وفي مؤتمر «الطائف» سنة 1989
- انحسر الدور السياسي لآل عسيران في عهده، إذ لم يعد لهذا البيت من فاعلية سياسية كما كان أيام الرئيس عادل عسيران.